# Barattarna
Barattarna (Paratarna = "gran sol"), va ser un rei de Mitanni, el tercer dels coneguts, i va regnar probablement prop del 1500 aC. És conegut per una inscripció trobada a Nuzi i per un altre del rei Idrimi d'Alalakh.
El seu primer objectiu va ser ocupar els territoris que abans havia controlat el regne de Iamkhad. Després de la destrucció d'aquest regne i de la ciutat d'Alep pel rei hitita Mursilis I la ciutat s'havia reconstruït i havia tornat a ser independent, juntament amb el seu territori. Es coneixen una sèrie de reis independents, Sarra-El, Abbael, i Ilim-Ilimma) que van estendre el territori on hi van incloure alguns estats propers, com ara Niya, Amae i Mukish. Quan Ilim-Ilimma va morir va esclatar una rebel·lió interna, i Idrimi, el seu fill, va haver de fugir al regne d'Emar.
En aquest moment, Barattarna es va aprofitar de la situació, i sembla que també hauria instigat la revolta a Iamkhad, i va establir el seu control sobre l'antic regne d'Alep. El rei Idrimi va estar set anys exiliat fins que va adonar-se que si volia reclamar el tron havia d'acceptar ser vassall de Mitanni. Va sotmetre's a Barattarna, amb el que va arribar a un acord i va ser instal·lat com a governant vassall.
Després es van sotmetre a Barattarna els reis de Kizzuwatna i d'Arrapha, i cap a l'any 1500 aC dominava sobre Assíria. És possible que fos ell el rei de Naharina (nom que els egipcis donaven al seu país) que circa el 1482 aC es va enfrontar amb els egipcis com a poder protector d'una coalició de principats sirians aliats encapçalada per Cadeix que va imposar l'hegemonia de Mitanni a la regió.
Se suposa que el va succeir Parsatatar.